# Добролюбов, Александр Михайлович
Александр Михайлович Добролюбов (27 августа 1876 — лето или осень 1945) — русский поэт-символист, известный не столько своей поэзией, сколько жизнетворчеством. По характеристике М. Л. Гаспарова,

…самый дерзкий из ранних декадентов-жизнестроителей: держался как жрец, курил опиум, жил в чёрной комнате и т. д.; потом ушел «в народ», основал секту «добролюбовцев»; под конец жизни почти разучился грамотно писать, хотя ещё в 1930-х годах, всеми забытый, делал попытки печататься.

## Биография
Отец — действительный статский советник, выслуживший дворянство, служил в Варшаве. После его смерти в 1892 Добролюбов переехал в Санкт-Петербург. Сочинял стихи ещё в школьные годы, после переезда увлёкся поэзией и стилем жизни западноевропейских символистов, особенно Бодлером, Верленом, Малларме, Метерлинком, Эдгаром По. Восхищение «декадентством» он разделял с В. Гиппиусом (дальним родственником Зинаиды Гиппиус) и сблизился, в частности, с В. Брюсовым, Н. Минским. Учился на филологическом факультете Петербургского университета. Курил гашиш, и проповедуемый им культ смерти, по слухам, привёл его сотоварищей по университету к самоубийству, вследствие чего он сам был исключён. Первую книгу издал на собственные средства.
В 1898 году порвал с богемным образом жизни и в глубоком раскаянии начал искать опору в христианстве. Он обратился к Иоанну Кронштадтскому, пошёл паломником в Троице-Сергиеву лавру и в Москву, а к концу 1898 г. отправился в монастырь на Соловецких островах, чтобы постричься в монахи. Архив Добролюбова остался у его ближайшего друга — философа и музыкального критика Якова-Вольфа Исааковича Эрлиха (1874—1902), с которым Добролюбов учился в 6-й Санкт-Петербургской гимназии и на историко-филологическом факультете Петербургского университета, — родного дяди писателей Осипа Дымова и Якова Перельмана. Опубликовать архив Эрлих, однако, не успел из-за скоротечного душевного расстройства. Его друзья-символисты (в первую очередь В. Я. Брюсов) издали книгу «Собрание стихов» (1900).
В начале лета 1899 г. Добролюбов покинул монастырь, чтобы двинуться в паломничество по России и, противопоставляя себя государству и Церкви, основать секту (в районе Оренбурга и Самары). В 1901 за подстрекательство к отказу от военной службы был арестован, но вскоре при помощи матери отпущен на свободу как душевнобольной. Впоследствии время от времени из Поволжья, где он в 1905—1915 гг. был главой секты «добролюбовцев» (сам он называл своих последователей «братками»), наведывался в Москву и Петербург; согласно Мережковскому, Добролюбов был наделён огромной силой духовного воздействия. Его последний сборник лирики «Из книги невидимой» (1905) свидетельствует о пренебрежении земными благами; здесь же он заявляет об отказе от литературы. Сборник полон религиозных стихов и стихов в фольклорном стиле; «Жалоба березки в Троицын день» — пример того, как обе линии противоречат друг другу. Сборник был поддержан Валерием Брюсовым, который за пять лет до этого составил «Собрание стихов Добролюбова»; жена и сестра Брюсова просматривали вёрстку. В эти годы Добролюбов встречался также с Л. Толстым, на которого глубокое впечатление произвела личность главы секты, но не его творчество как поэта.
После революции его следы теряются. До 1923 г. он с последователями жил в Сибири (недалеко от Славгорода), в 1923—1925 близ Самары, занимаясь земляными работами, в 1925—1927 вел кочевническую жизнь в Средней Азии, потом работал в артели печников на территории Азербайджана. В эти годы он ещё переписывался с И. М. Брюсовой — вдовой поэта и В. В. Вересаевым. В этих письмах содержатся некоторые стихотворения и четыре манифеста, свидетельствующие, что Добролюбов стремился вернуться в литературу. Интересно, что автор писем достиг полного опрощения — они будто написаны малограмотным человеком. Умер в 1945 году, судя по всему, сразу после войны.

Добролюбов значителен как одно из приводимых в движение мощнейшим внутренним напряжением явлений русского символизма, меньше — как поэт, тем более что многое из его спорного творчества пропало сразу после создания. Его ранняя лирика была связана с природой, поэзия времен декадентства определена мотивом смерти, а также свидетельствует о влиянии Шопенгауэра и Ницше. Формально граница с прозой отсутствует, а собственно поэтическое достигается ритмом, музыкальностью и повторами.
— Вольфганг Казак
Существует мнение, что, пожалуй, единственной легендарной фигурой декадентства стал Александр Добролюбов.
Миф об Александре Добролюбове, начавший складываться уже в начале развития русского символизма, окончательно сформировался тогда, когда Добролюбов ушел из литературы и порвал с литературно-художественным кругом. Конечно, не только к Добролюбову приходила мысль об ущербности литературного творчества по сравнению с жизнью. Дмитрий Мережковский признавался в автобиографии, что в юности «ходил пешком по деревням, беседовал с крестьянами» и «намеревался по окончании университета „уйти в народ“, сделаться сельским учителем». Поэт-футурист Божидар мечтал о том, чтобы уехать на край света, к диким народам, не испорченным цивилизацией. Но только Добролюбову (и вслед за ним — поэту Леониду Семёнову) удалось проявить последовательность.